# Katja Wünsche
Katja Wünsche (* 2. April 1981 in Dresden) ist eine deutsche Ballett-Tänzerin. Ab 1999 war sie beim Stuttgarter Ballett engagiert, ehe sie zur Saison 2012/13 als Erste Solistin zum Ballett Zürich wechselte. Dort beendete sie 2023 ihre Laufbahn als Tänzerin.

## Leben
Katja Wünsche wuchs in Berlin auf und erhielt ihre Ausbildung an der Staatlichen Ballettschule Berlin, die sie 1999 abschloss. Sie wirkte bereits während ihrer Schulzeit im Corps de ballet der Staatsoper mit. Zu Beginn der Spielzeit 1999/2000 wurde sie Mitglied im Corps de ballet des Stuttgarter Balletts, in der Spielzeit 2002/03 Halbsolistin, 2003/04 Solistin und in der Spielzeit 2006/07 Erste Solistin des Balletts. Als der Choreograf Christian Spuck zur Saison 2012/13 die Leitung des Ballett Zürich übernahm, wechselte mit ihm von Stuttgart nach Zürich. Dort beendete sie zum Ende der Saison 2022/23 ihre tänzerische Karriere. Sie studiert seit dem Herbstsemester 2023 an der Universität Zürich im Studiengang Executive Master in Art Administration.

## Repertoire
Katja Wünsche hat eine beeindruckende Bandbreite an Rollen verkörpert, von klassischen Hauptrollen wie Prinzessin Aurora in „Dornröschen“ bis hin zu zeitgenössischen Werken. Ihre Fähigkeit, sowohl dramatische als auch abstrakte Rollen zu tanzen, hat sie zu einer gefragten Solistin gemacht. Katja Wünsches Repertoire tragender Rollen in Handlungsballetten umfasst die Titelrollen in Romeo und Julia (John Cranko), La Sylphide (Peter Schaufuss, nach August Bournonville), Lulu. Eine Monstretragödie und Anna Karenina (beide Christian Spuck) sowie die Prinzessin Aurora in Marcia Haydées Dornröschen (nach Marius Petipa), Olga in Onegin sowie Katharina und Bianca in Der Widerspenstigen Zähmung (beide: John Cranko), Stella in Endstation Sehnsucht sowie Manon Lescaut und Prudence in Die Kameliendame (beide: John Neumeier), Columbina in Pierrot Lunaire (Glen Tetley) sowie Myrtha, die Königin der Wilis in Giselle (nach Reid Anderson und Valentina Savina). Weitere tragende Rollen tanzte sie in Schwanensee (John Cranko) sowie in Don Quichotte (Maximiliano Guerra). Sie hat mit vielen international anerkannten Choreografen zusammengearbeitet, darunter neben Christian Spuck auch William Forsythe, Hans van Manen, Jiri Kylián, Marco Goecke, Paul Lightfoot, Sol Leon, Edward Clug, Crystal Pite, Wayne McGregor und Alexei Ratmansky. Besonders ihre Zusammenarbeit mit Christian Spuck, dem Ballettdirektor des Ballett Zürich, war prägend für ihre Karriere.

## Auszeichnungen
- 1997/98: Prix de Lausanne (3. Preis 1997, 2. Preis 1998)
- 1999: Grand Prix d’Eurovision für junge Tänzer (1. Preis für einen Pas de deux)[1]
- 2007: Deutscher Tanzpreis „Zukunft“[2]
- 2007: Deutscher Theaterpreis Der Faust (Beste darstellerische Leistung im Tanz)[1]
- 2007: Nominierung für Prix Benois de la danse für die Kategorie „Weibliche Tänzerin“[2]
- 2014: Tanzpreis der Freunde des Ballett Zürich

## Privatex
Katja Wünsche ist verheiratet und Mutter eines Sohnes.